# Luigi Pissavini
Luigi Pissavini (Mortara, 17 dicembre 1817 – Mortara, 8 ottobre 1898) è stato un politico, avvocato e prefetto italiano.
Fu senatore del Regno d'Italia nella XIII legislatura.

## Biografia
Laureato in giurisprudenza, avvocato, partecipò come volontario alla prima guerra d'indipendenza e dopo l'unità d'Italia venne nominato prefetto di Novara. Con il passare degli anni, acquisì molte cariche: presidente onorario della Società operaia, consigliere comunale a Mortara, membro della Congregazione di Carità, presidente onorario dell'asilo infantile del suo paese natale e deputato nazionale. Infine nel 1879, su proposta di Luigi Casati, venne nominato dal re Senatore del Regno.
Nel 1887 tre ragazzi adolescenti di nome Scaglia, Cagnola e Savini dissero ai loro genitori di aver avuto rapporti  omosessuali con il Pissavini in diverse circostanze, quasi sempre nella sala da biliardo di un bar novarese. Ne nacque un'interpellanza parlamentare, in seguito alla quale si decise di processare il senatore: tuttavia, proprio perché sedeva in uno scanno di Palazzo Madama, egli non venne giudicato da un tribunale ordinario ma dall'Alta Corte di Giustizia del Senato.
Il processo cominciò il 20 aprile 1888; subito dopo la prima udienza Passavini (che non era presente in aula, giacché indisposto di salute) rassegnò le sue dimissioni da senatore, ma le ritirò poco dopo su consiglio dei suoi legali, impauriti dal fatto che l'abbandono dell'incarico potesse essere interpretato come un'ammissione di colpevolezza.
A grande maggioranza Passavini venne giudicato reo e condannato a sette mesi di carcere con trecento lire di multa, alla rinuncia del suo seggio al Senato e al pagamento delle spese processuali (8 000 lire dell'epoca circa). Subito dopo la sentenza per evitare il carcere emigrò in Svizzera, salvo poi tornare nel paese natio poco prima di morire.